# Torre d'en Galmés
Torre d'en Galmés, ou selon sa dénomination complète le village talayotique de Torre d'en Galmés, est un site archéologique situé sur la commune d'Alaior, sur l'île de Minorque, dans l'archipel des Baléares, en Espagne. Le site, rattaché à la culture talayotique, a été occupé de l'Âge du bronze à l'Âge du fer. Le village comporte un ensemble de maisons cercles, datées de la période post-talyotique, tout à fait remarquables.

## Historique
Joan Flaquer i Fàbregues a fouillé le site en 1942, notamment l'enceinte à taula, la salle hypostyle et partie sud du site. Le site est probablement l'un des villages talayotiques qui ont été le plus fouillés : plusieurs campagnes de fouilles ont eu lieu entre 1974 et 1984, permettant la découverte de plusieurs maisons cercles, et depuis 2001 la zone sud du village a bénéficié de cinq autres campagnes de fouilles, dont une menée par l'université de Boston.  
Le site a été déclaré bien d'intérêt culturel en 2001 sous la référence RI55-0000686. En 2013, l'Espagne a proposé l'inscription du site au titre de la « culture talayotique de Minorque » sur la liste indicative de l'UNESCO, préalable à une possible inscription au Patrimoine mondial.

## Description
C'est le plus grand site talayotique des Îles Baléares, il s'étend sur 6,2 ha. Les trois grands talayots et l'enceinte de la taula correspondent à la partie centrale de l'agglomération. Le site s'est étendu vers le sud au fil du temps avec la construction d'une salle hypostyle, de plusieurs maisons du type cercle, d'un système de récupération des eaux de pluie et le creusement de grottes funéraires. Le village n'est pas à proprement parler entouré par une enceinte, mais ce sont les murs extérieurs des maisons adossées les unes aux autres qui font office de limite extérieure.

### Les talayots
Torre d'en Galmès comporte trois talayots comptant parmi les plus anciens édifices du village. Ils sont peu spectaculaires, construits avec des pierres de petite taille. Ils ont été édifiés sur la partie la plus haute du site. Le talayot ouest est le plus petit des trois : de plan ovale, c'est aussi le mieux conservé. Le talayot central est le plus grand. Les talayots ont été abandonnés vers 550 av. J.-C..

### Enceinte à taula
C'est l'une des mieux conservées de l'île et son architecture est classique (plan en fer à cheval avec une façade légèrement concave, entrée au sud, murs internes avec des pilastres encastrés) mais la taula elle-même est endommagée. Le pilier est brisé, il mesure 1,95 m de hauteur sur 1,50 à 1,60 m de largeur et 0,40 m d'épaisseur. Le chapiteau (1,18 à 1,25 m x 2,32 m x 0,65 m) est tombé au sol, il a été réutilisé comme pierre de sépulture à l'époque romaine tardive ou médiévale.
Lors des fouilles, on y découvrît une statuette en bronze représentant Imhotep accompagnée de divers objets en bronze (bistouris) et d'un petit tas de pierres : il semble donc qu'on y ait rendu un culte à Imhotep en tant que dieu de la médecine.

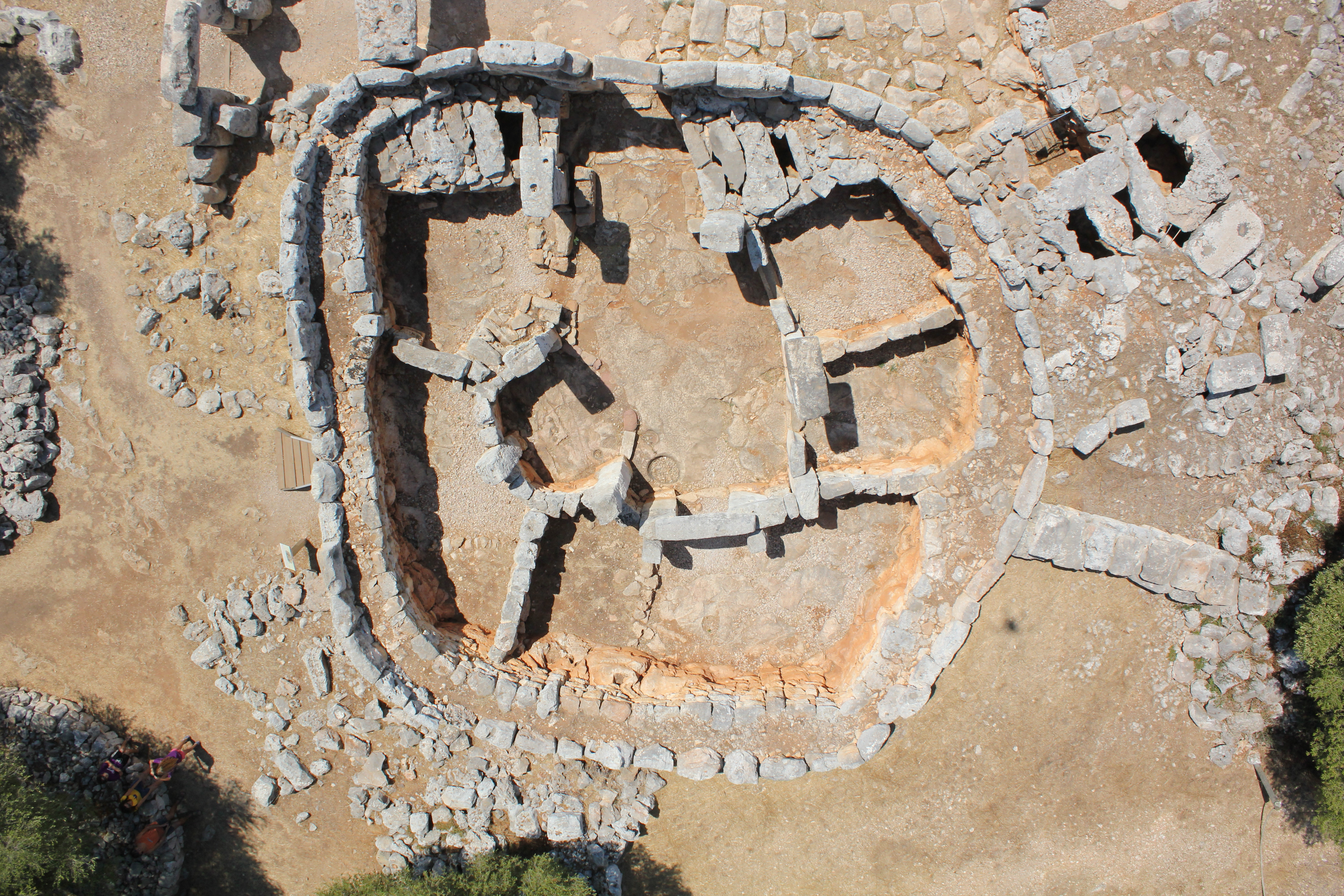
Vue aérienne du cercle Carthailac.
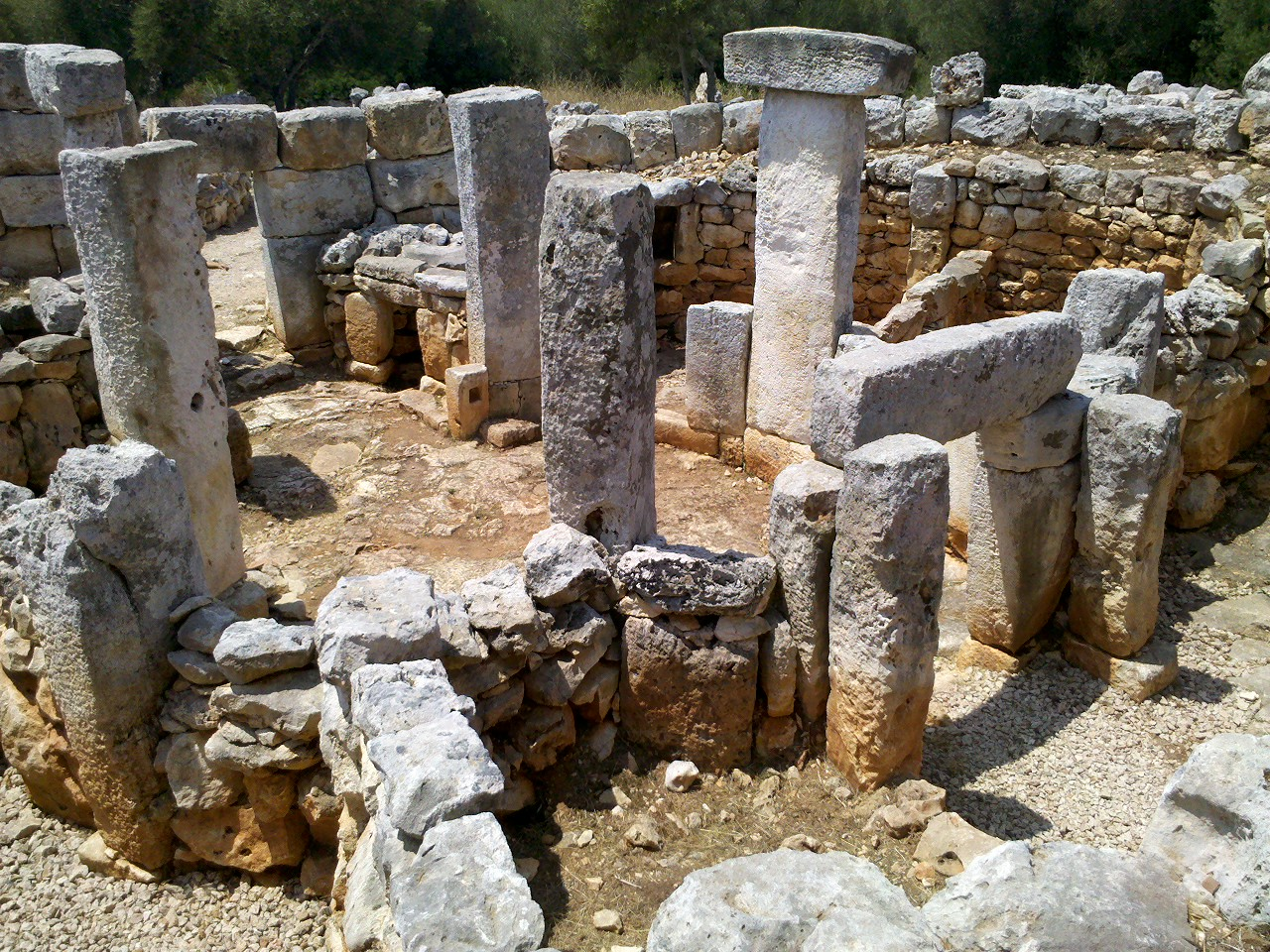
Vue intérieure du cercle Carthailac.
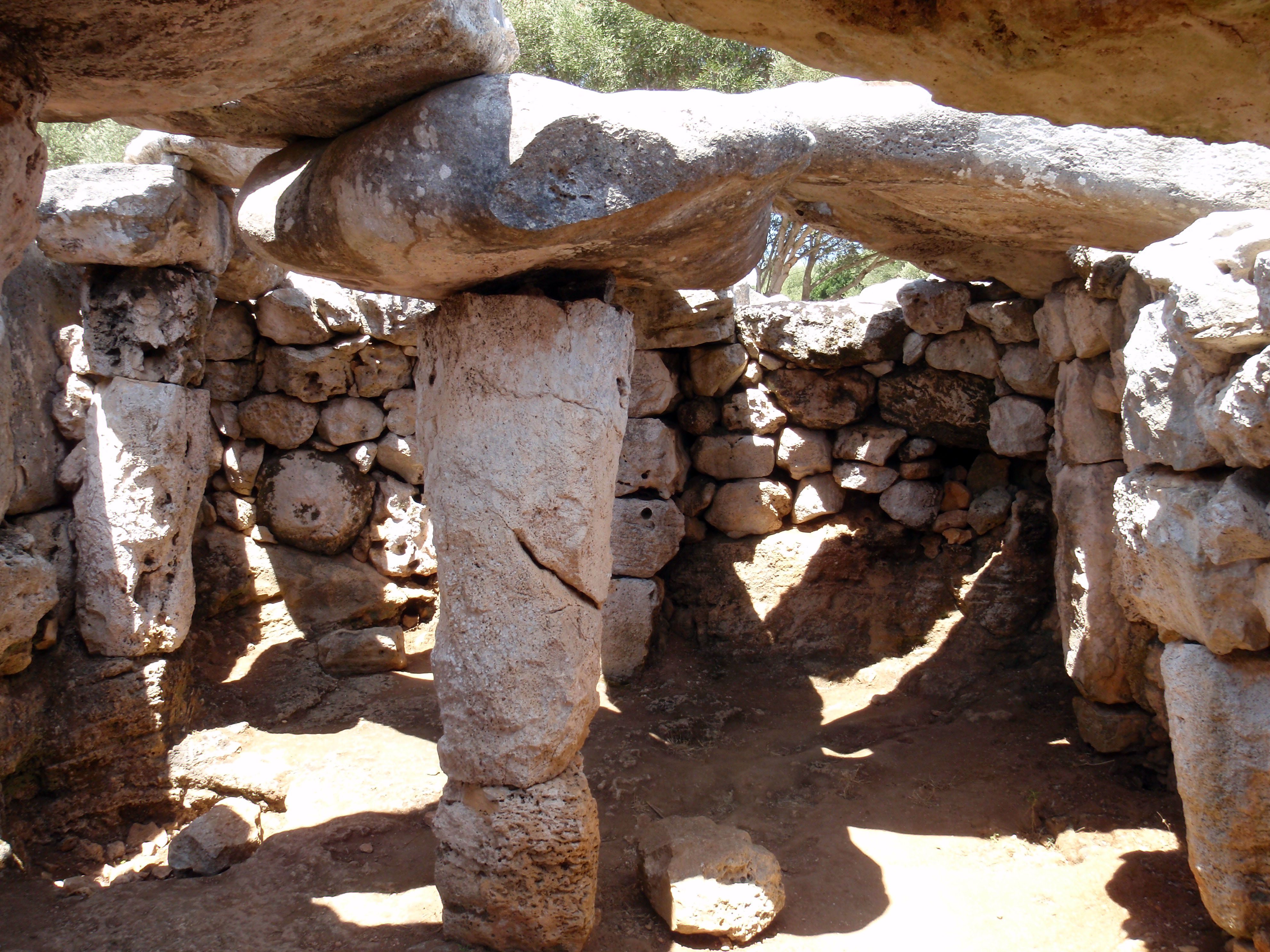
Salle hypostyle.
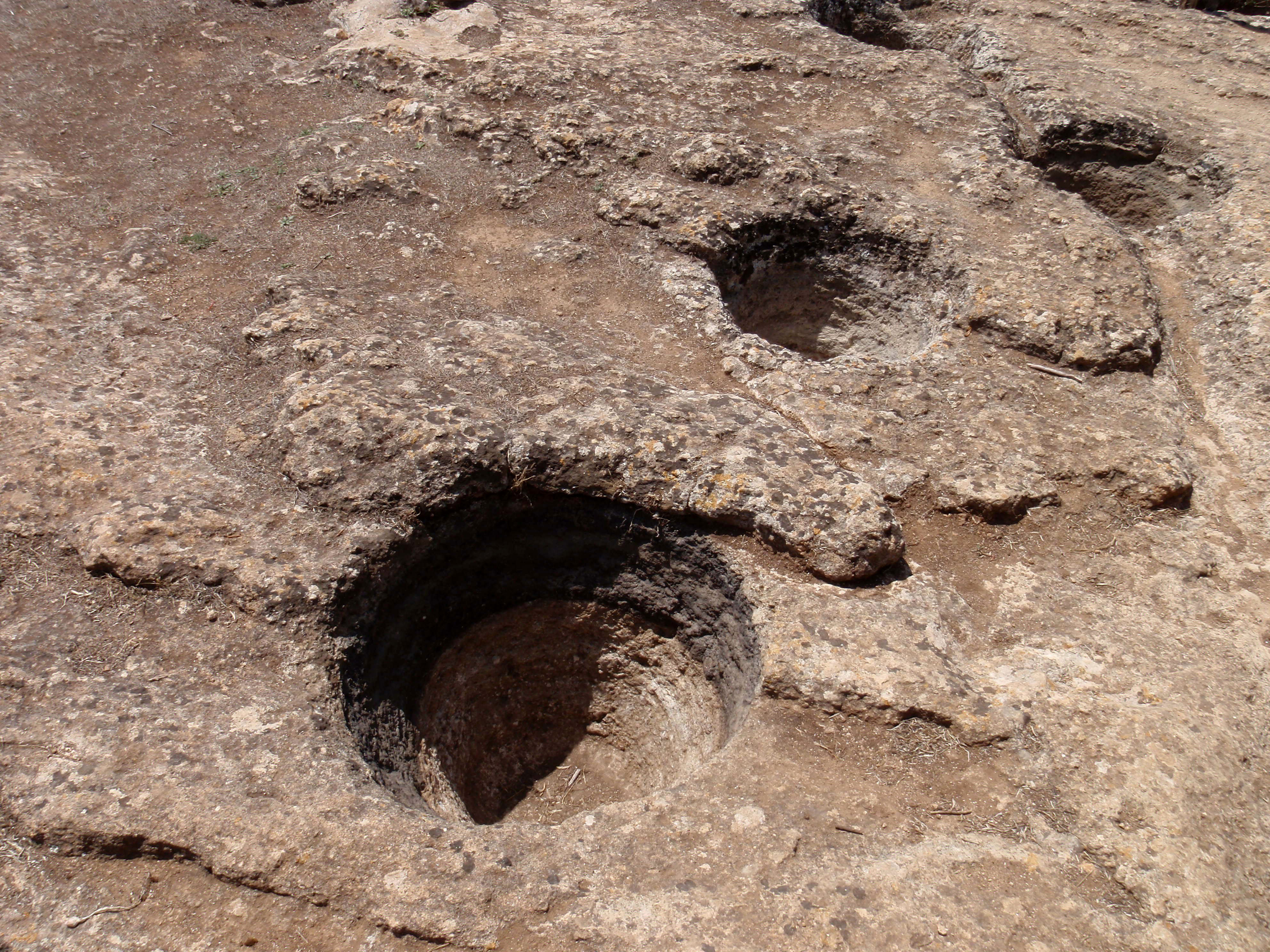
Système de collecte des eaux de pluie.

### Les cercles
Le site comporte plusieurs ensembles de maisons cercles, mais ce sont celles situées au sud du site qui sont les plus remarquables. Situé à l'extrémité sud-ouest du site, l'un des mieux conservés est connu sous le nom de « cercle Cartailhac » en raison de la description qu'en a donnée Émile Cartailhac ; il est considéré depuis comme l'archétype de l'enceinte domestique post-talayotique. Il comprend une salle hypostyle, un grand ensemble constitué d'une chambre précédée d'une cour intérieure, une vaste cour extérieure et un foyer. D'autres cercles ont été réutilisés et réaménagés durant la période almohade. Dans une maison, on a retrouvé un lot de céramiques complètes et six squelettes d'individus ayant subi une mort violente vers le IIe siècle av. J.-C. À l'est de ce cercle, on peut voir un ensemble de trous creusés dans la roche, traditionnellement interprétés comme étant un système de collecte et de filtrage des eaux de pluie.

### Les grottes
Plusieurs grottes funéraires sont visibles sur le site. L'une d'elles a servi de lieu d'inhumation et une autre a été réutilisée pour y installer un pressoir à huile.